# 陈世乔
陈世乔（1881年—1927年11月），字狱青，湖南浏阳县柏树乡老山村人，中国教育家。
毕业于湖南优级师范。1916年，任文家市里仁小学校长。1925年，加入中国共产党。次年，担任文家市中共党支部书记。1927年，加入浏阳工农义勇队军需长。马日事变后，被国民政府逮捕，11月枪毙。